# Geochronologia
Geochronologia – dyscyplina naukowa zajmująca się ustalaniem wieku skał i skamieniałości skorupy ziemskiej oraz umieszczaniem w czasie pewnych wydarzeń geologicznych i biologicznych. Geochronologia umożliwia rekonstrukcję historii geologicznej Ziemi. Formalne jednostki geochronologiczne to:
- eon
- era
- okres
- epoka
- wiek
- chron (doba)
- moment

Jednostki geochronologiczne odpowiadają określonym jednostkom chronostratygraficznym.